# Eater (сайт)
Eater — сеть сайтов и брендов компании Vox Media. Сеть была основана Локхартом Стилом и Беном Левенталем в 2005 году и первоначально была сосредоточена на описании ресторанов и ночных клубов Нью-Йорка. Национальный масштаб сайт приобрел в 2009 году и охватил почти 20 городов США к 2012 году. Vox Media приобрела сайт Eater вместе с двумя другими сайтами, входящими в Curbed Network, в конце 2013 года. В 2017 году в сети сайтов Eater насчитывалось около 25 локальных сайтов в США, Канаде и Великобритании. Сайт был четыре раза отмечен премией James Beard Foundation Awards.

## Описание и история
Сайт о ресторанах и кухне Eater является брендом цифровой медиа-компании Vox Media. Он служит местным ресторанным гидом, предлагая обзоры, а также новости о ресторанной индустрии. Получает доход от рекламы, иногда отображающей контент, созданный Vox Creative.
Eater был основан Локхартом Стилом и Беном Левенталем в июле 2005 года и первоначально был сосредоточен на описании ресторанов и ночной жизни Нью-Йорка. Был одним из трех блогов, входящих в сеть Curbed Network, основанную Стилом в 2004 году , вместе с проектами о недвижимости и моде под названиями Curbed и Racked соответственно. К 2007 году Eater имел десятки тысяч посетителей в сутки. После расширения на Лос-Анджелес и Сан-Франциско сеть сайтов стала национальной в 2009 году и к середине 2012 года охватила примерно 20 городов и один штат США (Мэн).
Vox Media приобрела Curbed Network примерно за 30 миллионов долларов в ноябре 2013 года. После приобретения трафик в Eater увеличился на 250 %. В начале 2014 года Business Insider сообщил, что Eater генерирует около 2 миллионов из 45 миллионов уникальных посетителей Vox Media в месяц, по данным аналитической компании comScore. Сайт начал использовать систему управления содержимым Chorus от Vox Media и производить больше видеоконтента. Стил сказал, что частично продал Eater, чтобы понаблюдать за влиянием Chorus на сайте. Платформа позволяет Eater улучшать картографические, журналистские и визуальные функции, а также улучшает взаимодействие с пользователями через веб-форумы.
В середине 2017 года Eater запустил лондонский сайт, первый за пределами Северной Америки. В то время у Eater было 23 сайта в городах США и Канады.
25 городов (и штатов), перечисленных на веб-сайте Eater (январь 2021): Атланта; Остин; Бостон; Каролина; Чикаго; Даллас; Денвер; Детройт; Хьюстон; Лас-Вегас, Невада; Лондон, Великобритания; Лос-Анджелес; Майами; Монреаль, Канада; Нэшвилл; Новый Орлеан; Нью-Йорк; Филадельфия; Феникс; Портленд (Орегон); Сан Диего; Сан-Франциско; Сиэтл; Миннеаполис и Сент-Пол (Миннесота); Вашингтон, округ Колумбия.

## Работа над видеоконтентом
Eater выпустил веб-сериал под названием Savvy, в котором повара, рестораторы и сомелье обсуждали блюда и методы их приготовления. Второй сезон программы вышел в эфир в 2015 году. В 2017 году Vox Media запустил сериалы «Cult Following» («Подражание культу») и «You Can Do This» («Вы можете сделать это») для Eater.
Eater и PBS совместно работали над шестисерийным документальным телешоу о кухне иммигрантских кварталов по всей территории США, которое вел шеф-повар и ресторатор Маркус Самуэльссон. Шоу «No Passport Required» («Паспорт не требуется») стало первым телевизионным продюсерским проектом Eater. Vox Entertainment спродюсировала данное шоу, а его премьера состоялась в июле 2018 года. Руководители Vox Media Джим Банкофф и Марти Мо выступили в качестве двух из нескольких исполнительных продюсеров.
В январе 2018 года Eater и SB Nation транслировали трехсерийный онлайн-сериал о кулинарном конкурсе знаменитостей, спонсируемый компанией PepsiCo. В шоу приняли участие игроки Национальной футбольной лиги Грег Дженнингс, Рашад Дженнингс и Ник Мангольд в качестве конкурентов, а также повара Энн Баррелл и Джош Капон.

## Руководство и редакция
Первоначально Eater возглавляли соучредители Левенталь и Стил, должности которых назывались «Глава Eater» («Head Eater») и CEO соответственно. Стил, который также был президентом Curbed Network, занял 34-е место в списке «50 самых влиятельных людей Америки в сфере производства продуктов питания», составленном The Daily Meal за 2011 год, за свою роль основателя Eater.
В 2014 году Аманда Клудт была назначена первым главным редактором Eater, а Роберт Сиетсема был нанят в качестве нью-йоркского кулинарного критика.

## Отзывы и премии
Food & Wine назвала Eater «обязательным для чтения». В 2006 году журнал включил Стила и Левенталя в свой список «Tastemaker Awards», насчитывающий пятнадцать человек, оказавших значительное влияние на пищевую и винную промышленность к 35 годам, за их «гениальный» вклад.
Контент сети Eater был четырежды отмечен премией James Beard Foundation Awards, учрежденной в честь выдающихся достижений в области кулинарии, кулинарной критики и кулинарного образования в США. В 2018 году сайт Eater получил премию в четырех дополнительных номинациях.